# Rostrote Winkelspinne

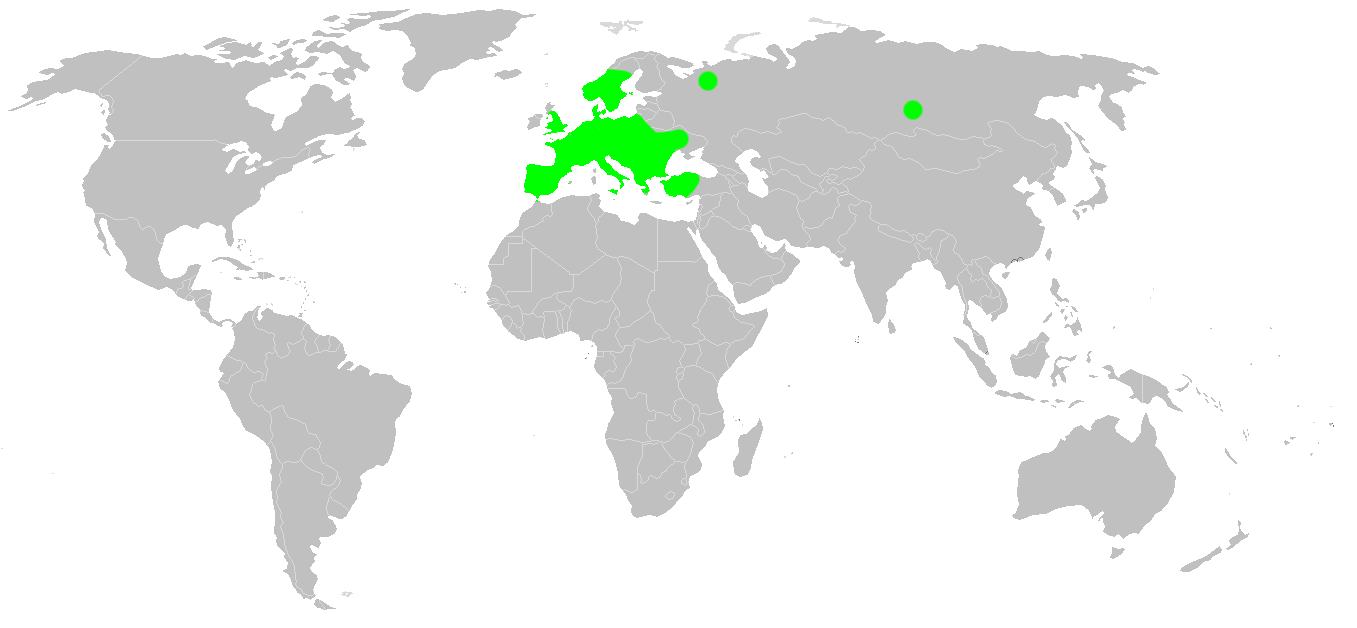
Verbreitung der Rostroten Winkelspinne

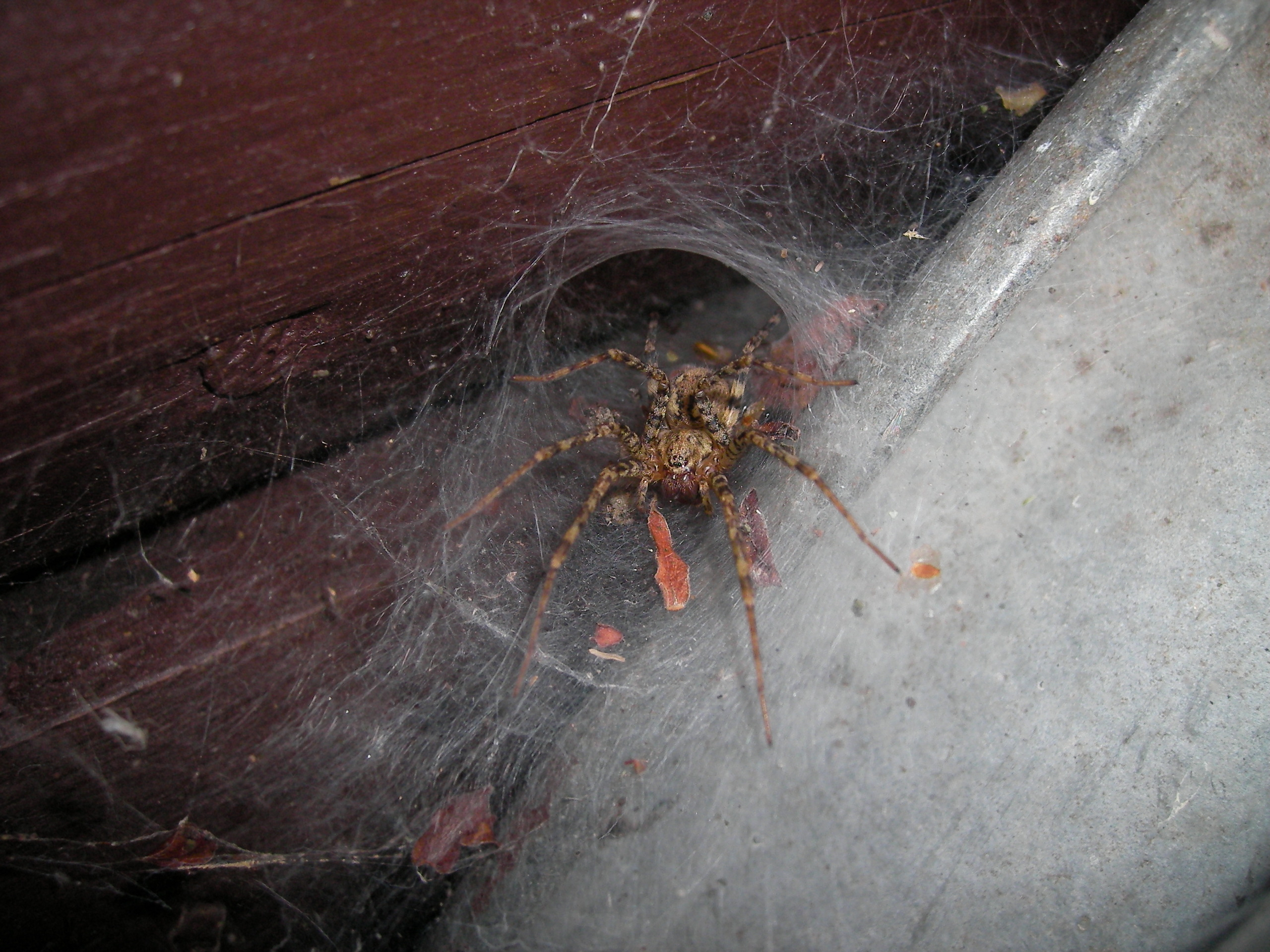
Die Rostrote Winkelspinne in ihrem trichterförmigen Netz

Die Rostrote Winkelspinne (Tegenaria ferruginea, Syn.: Malthonica ferruginea), auch „Hausspinne“ genannt, ist eine Art aus der Gattung der Kleinen Winkelspinnen (Tegenaria) in der Familie der Trichterspinnen (Agelenidae).
Der deutsche Trivialname „Hausspinne“ wird landläufig bei vielen Spinnen der Gattung Tegenaria und verwandter Gattungen (z. B. Eratigena) verwendet, die auch oft in Häusern zu finden sind. Neben der Rostroten Winkelspinne sind das:
- die Hauswinkelspinne (Tegenaria domestica, Syn.: T. derhami und T. domesticus),
- die Mauerwinkelspinne (Tegenaria parietina)
- und die Große Winkelspinne (Eratigena atrica, Syn.: Tegenaria atrica).

## Merkmale
Die Weibchen werden 11 bis 14, die Männchen 9 bis 11 Millimeter groß. Beide haben eine rötliche Grundfärbung und auf dem Hinterleib eine deutliche, rostrote Zeichnung, die in Zacken ausläuft. Im vorderen Bereich des Hinterleibs sind beidseits große, hellbraune Flecken. Die Brustplatte ist im vorderen Bereich zweimal eingeschnürt und hat einen helleren Mittelstreifen, der von vier helleren Flecken flankiert wird. Die Beine der Rostroten Winkelspinne sind beborstet und deutlich schwarz-hellbraun geringelt. Wegen der ähnlichen Grundfärbung ist eine Verwechslung mit der Mauerwinkelspinne möglich.

## Lebensweise
Die Rostrote Winkelspinne lebt vorwiegend in Bodennähe, in Wäldern und in Gebäuden. Nach dem World Spider Catalog ist ihr Verbreitungsgebiet Europa und die Azoren; in Venezuela kommt sie als Neozoon vor.  In Mitteleuropa ist sie überall nachgewiesen worden, sie ist aber nach Hänggi et al. nur vereinzelt anzutreffen.